# کمند
کَمَنْد یا کَمَنْد انداختن در فارسی به چند معنی به کار می‌رود. معنی رایج‌تر آن، ریسمان بلندی برای گرفتار و اسیر کردن شخص یا جانوری به کار می‌رود. معنی دیگر آن گیسو و زلف و همچنین به معنی شوریدگی، سرگشتگی و دلدادگی است.
- کمند (به انگلیسی: Lasso) (در موضوع شکار)، دام و طنابی است که در جنگ بر گردن دشمن یا در شکار بر گردن جانور می‌انداختند و او را به سوی خود می‌کشیدند. کمند وسیله‌ای برای شکار جانوران می‌باشد. این وسیله از نخ پلاستیکی ساخته‌شده است که شامل چند حلقه بافته‌شده در کنار هم می‌باشد. طرز کار آن برای شکار پرندگان بدین صورت است که کمند را در کنار جوی آب یا چشمه قرار می‌دهند و اطراف آن را موانعی می‌گذارند تا پرنده نتواند از جای دیگری آب بخورد و ناچار شود تا برای خوردن آب به این مکان بیاید. وقتی که پرنده سرش را برای خوردن آب پایین بیاورد، درون حلقه گیر کرده و به محض اینکه سرش را بالا بیاورد، حلقه کشیده می‌شود و پرنده در دام می‌افتد.

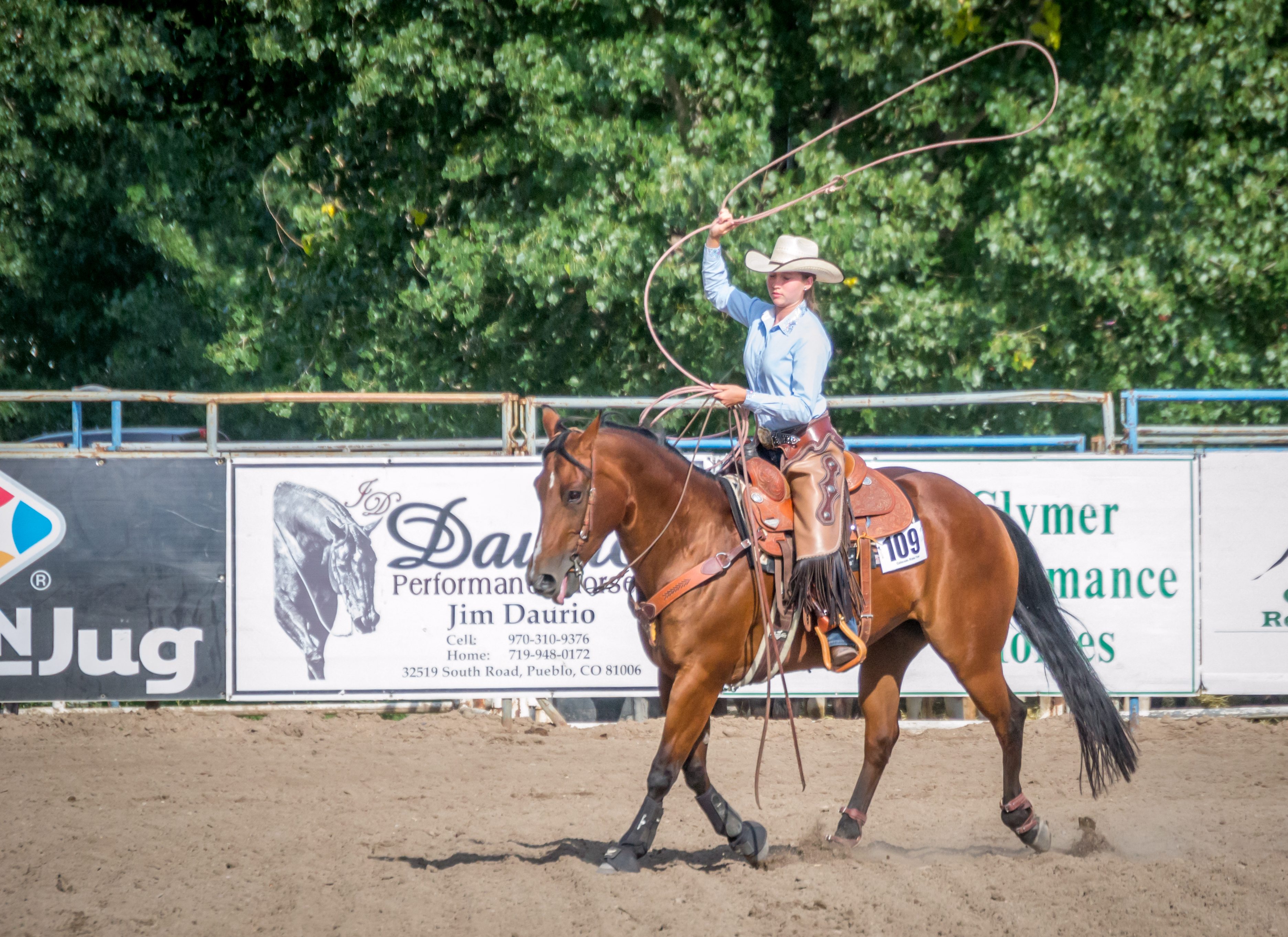
گاوچران سوار بر اسب با کمندی در دست - ۲۰۱۵

- کمند، همچنین نام دهی از دهستان مهرانرود است که در بخش بستان آباد شهرستان تبریز واقع است.[۲]
- افزون بر این، گاهی کمند برای نام بانوان نیز به کار می‌رود مانند کمند امیرسلیمانی.

### کمند در نسخه‌های خطی
در نسخه‌های خطی، کمند جدول اصلی حاشیه متن است که پیرامون متن را احاطه کرده و از بقیه جدول‌ها کمرنگ‌تر است.